# Nactus simakal
Nactus simakal — вид геконоподібних ящірок родини геконових (Gekkonidae).. Описаний у 2024 році.

## Назва
Назва виду simakal відноситься до Simakal Pad, місцевої назви гори Корнуолліс, яка домінує над островом Дауан.

## Поширення
Ендемік Австралії. Вид поширений на острові Дауан, що лежить у Торресовій протоці.

## Опис
Стрункий подовжений гекон із сильно смугастим візерунком і підхвостовою лускою з помітним кілем.